# Olé
O grito de olé é um dos atos mais frequentes numa partida de futebol e em uma tourada. O olé é emitido quando um time está vencendo por uma grande diferença de gols, quando está tendo uma atuação convincente e/ou quando um lance incrível é realizado por um jogador,ou, na tourada, quando o toureiro passa o lenço sobre o touro sem que o mesmo o acerte. A expressão foi criada graças ao Clube Botafogo de Futebol e Regatas que nos dourados anos do futebol tinha uma equipe digna de grandes espetáculos.

## Origem no futebol
No futebol,fevereiro de 1958, durante uma partida no México entre Botafogo, do Brasil, e River Plate, da Argentina. A cada drible dado pelo jogador Garrincha, do Botafogo, a torcida do estádio gritava "olé", como era comum numa tourada. Naquela partida, o jogador argentino Vairo ficou marcado por ter levado uma grande quantidade de dribles de Garrincha.